# Neosphaleroptera
Neosphaleroptera là một chi bướm đêm thuộc phân họ Tortricinae của họ Tortricidae.

## Các loài
- Neosphaleroptera nubilana (Hubner, [1796-1799])

## Hình ảnh

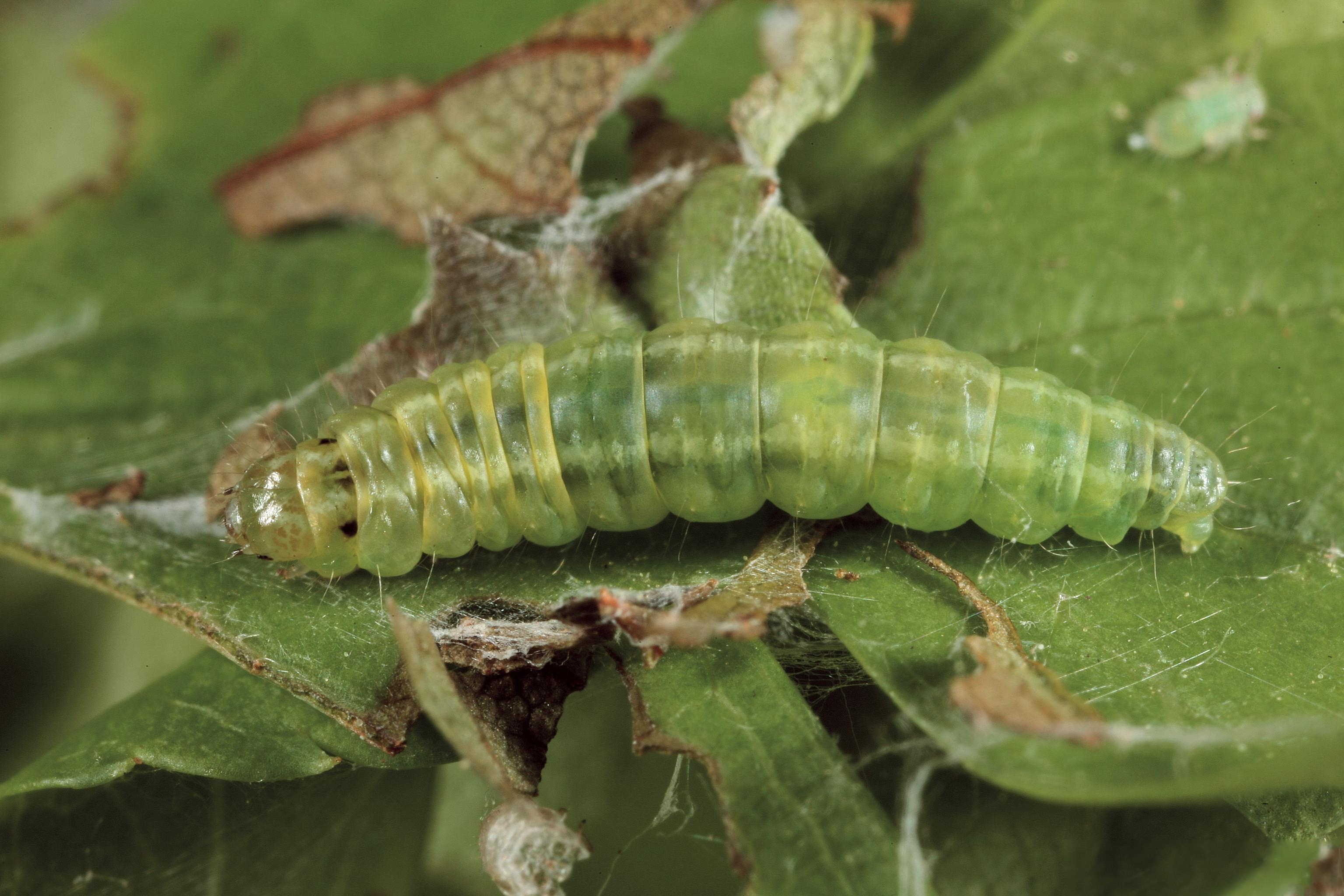